# Dasineura plectranthi
Dasineura plectranthi är en tvåvingeart som först beskrevs av Nikolai Vasilevich Kovalev 1967.  Dasineura plectranthi ingår i släktet Dasineura och familjen gallmyggor. Inga underarter finns listade i Catalogue of Life.